# American Genius
American Genius é uma minissérie de documentários americanos focada na vida de inventores e pioneiros que foram responsáveis por grandes desenvolvimentos em suas áreas de especialização e ajudaram a moldar o curso da história. Composta por oito episódios, foi transmitida no canal National Geographic, de 1 de Junho de 2015 a 22 de Junho de 2015. Através de dramatizações, cada episódio se concentra na vida de dois indivíduos (ou grupos) que competem entre si no mesmo campo de especialização, ilustrando como algumas das maiores invenções foram tornadas possíveis pela competição entre aspirantes. Segmentos dos episódios também consistem em entrevistas com historiadores e especialistas no assunto em discussão. O cofundador da Apple, Steve Wozniak, deu sua perspectiva e reflexões sobre o episódio 'Jobs vs Gates' para vários meios de comunicação antes da estreia da série.

## Recepção
A série recebeu críticas favoráveis. Melissa Camacho, da Common Sense Media, avaliou 4 de 5 estrelas ao concluir que "isso incentivará o público a pensar sobre a tecnologia em que confiamos hoje de um jeito um pouco diferente". Neil Genzlinger, do The New York Times, descreveu as entrevistas de especialistas como intercalantes e iluminadoras. Por outro lado, ele escreveu que a palavra "versus" nos títulos dos episódios era inadequada.

## Episódios
| Nº | Título                       | Área de Conhecimento | Data de Exibição    |
| -- | ---------------------------- | -------------------- | ------------------- |
| 1  | "Jobs vs Gates"              | Computador Pessoal   | 01 de Junho de 2015 |
| 2  | "Wright Brothers vs Curtiss" | Aviação              | 01 de Junho de 2015 |
| 3  | "Farnsworth vs Sarnoff"      | Televisão            | 08 de Junho de 2015 |
| 4  | "Hearst vs Pulitzer"         | Imprensa             | 08 de Junho de 2015 |
| 5  | "Space Race"                 | Corrida Espacial     | 15 de Junho de 2015 |
| 6  | "Colt vs Wesson"             | Arma de Fogo         | 15 de Junho de 2015 |
| 7  | "Oppenheimer vs Heisenberg"  | Energia Nuclear      | 22 de Junho de 2015 |
| 8  | "Edison vs Tesla"            | Eletricidade         | 22 de Junho de 2015 |

## Ver Também
- Steve Jobs (filme)

## Ligações Externas
- Jeff Wilburn
- Stephen David Entertainment